# Municipio de Baker (Dakota del Norte)
El municipio de Baker (en inglés: Baker Township) es un municipio ubicado en el condado de Kidder en el estado estadounidense de Dakota del Norte. En el año 2010 tenía una población de 39 habitantes y una densidad poblacional de 0,38 personas por km².

## Geografía
El municipio de Baker se encuentra ubicado en las coordenadas 46°40′59″N 100°0′32″O / 46.68306, -100.00889. Según la Oficina del Censo de los Estados Unidos, el municipio tiene una superficie total de 103.43 km², de la cual 101,78 km² corresponden a tierra firme y (1,6 %) 1,65 km² es agua.

## Demografía
Según el censo de 2010, había 39 personas residiendo en el municipio de Baker. La densidad de población era de 0,38 hab./km². De los 39 habitantes, el municipio de Baker estaba compuesto por el 100 % blancos. Del total de la población el 0 % eran hispanos o latinos de cualquier raza.